# Union Sportive Oyonnax Rugby
Union Sportive Oyonnax Rugby este un club de rugby în XV din Oyonnax, un oraș în estul Franței, în departamentul Ain. A fost înființat în anul 1909 și evoluează pe Stadionul „Charles Mathon”. Din sezonul 2012-2013 acest club joacă în Top 14, liga de elită acestei țări. S-a calificat în sezonul 2014-2015 la European Rugby Champions Cup. Echipamentul tradițional al echipei este format din tricouri roșii, șorturi negri și jambiere roșii.

## Lotul sezonului 2015
Componența lotului de seniori:
| Nume                 | Poziție                | Naționalitate    |
| -------------------- | ---------------------- | ---------------- |
| Thomas Bordes        | Taloner                | Franța           |
| Jody Jenneker        | Taloner                | Africa de Sud    |
| Jérémie Maurouard    | Taloner                | Franța           |
| Jérémy Castex        | Pilier                 | Franța           |
| Jérémie Maurouard    | Pilier                 | Franța           |
| Marc Clerc           | Pilier                 | Franța           |
| Laurent Delboulbès   | Pilier                 | Franța           |
| Antoine Guillamon    | Pilier                 | Franța           |
| Horațiu Pungea       | Pilier                 | România          |
| Lukas Rapant         | Pilier                 | Cehia            |
| Soane Tonga'uiha     | Pilier                 | Tonga            |
| Soane Tonga'uiha     | Pilier                 | Tonga            |
| Mickael de Marco     | Linia II               | Franța           |
| Fabrice Metz         | linia II               | Franța           |
| George Robson        | linia II               | Anglia           |
| Joe Tuineau          | linia II               | Tonga            |
| Guillaume Bernad     | aripă de grămadă       | Franța           |
| Maurie Fa'asavalu    | aripă de grămadă       | Samoa            |
| Pierrick Gunther     | aripă de grămadă       | Franța           |
| Olivier Missoup      | aripă de grămadă       | Franța           |
| Valentin Ursache     | aripă de grămadă       | România          |
| Viliami Ma'afu       | închizător             | Tonga            |
| Pedrie Wannenburg    | închizător             | Africa de Sud    |
| Fabien Cibray        | mijlocaș la grămadă    | Franța           |
| Piri Weepu           | mijlocaș la grămadă    | Noua Zeelandă    |
| Nicky Robinson       | mijlocaș la deschidere | Țara Galilor     |
| Guillaume Bousses    | centru                 | Franța           |
| Roimata Hansell-Pune | centru                 | Noua Zeelandă    |
| Eamonn Sheridan      | centru                 | Irlanda          |
| Dug Codjo            | aripă de 3/4           | Franța           |
| Vincent Martin       | aripă de 3/4           | Franța           |
| Uwa Tawalo           | aripă de 3/4           | Fiji             |
| Silvère Tian         | aripă de 3/4           | Coasta de Fildeș |
| Fetu'u Vainikolo     | aripă de 3/4           | Tonga            |
| Florian Denos        | fundaș                 | Franța           |
| Quentin Étienne      | fundaș                 | Franța           |
| Régis Lespinas       | fundaș                 | Franța           |

## Legături externe
- fr  Site-ul oficial al US Oyonnax
- fr  Prezentare Arhivat în 5 septembrie 2015, la Wayback Machine. la Top 14